# Suy dinh dưỡng
Suy dinh dưỡng (người gầy hoặc người dưới cân) là thuật ngữ để chỉ những người không đủ cân nặng hay không đủ sức khoẻ, không đủ cân tiêu chuẩn so với chiều cao. Khái niệm này liên quan đến việc sử dụng chỉ số cân nặng của cơ thể (BMI) để xác định một người nào đó bị suy dinh dưỡng. Hầu hết người ta xác định một người bị suy dinh dưỡng khi chỉ số BMI < 18,5. Tuy nhiên cũng có nơi xác định một người bị suy dinh dưỡng khi BMI < 20. Một điều quan trọng là chỉ số BMI chỉ là cách ước lượng thống kê cũng tuỳ thuộc vào vùng, miền và giới tính. Trong một số trường hợp, một người có BMI < 18,5 nhưng có thể có sức khoẻ rất tốt.

## Nguyên nhân
Nguyên nhân cơ bản của suy dinh dưỡng là sự thiếu các chất dinh dưỡng cần thiết ban đầu cho cơ thể trong các thức ăn, nguyên nhân này chiếm hơn 50% số trong các vùng ở Châu Phi và phía nam Châu Á. Hệ quả của sự kém dinh dưỡng hay thiếu ăn có thể tiếp tục bị phát triển việc suy dinh dưỡng do bệnh tật, ngay cả những bệnh dễ xử lý như tiêu chảy, và có thể dẫn đến cái chết.
Ngoài nguyên nhân nguồn dinh dưỡng, việc thiếu cân có thể là do kết quả của các bệnh về thể chất cũng như tinh thần. Có rất nhiều nguyên nhân khác dẫn đến việc suy dinh dưỡng. Nhìn chung các nguyên nhân gồm:
- Nghèo
- Đói ăn
- Ăn không đủ chất
- Ăn uống thiếu cân bằng
- Bẩm sinh sức khoẻ kém
- Chán ăn
- Ung thư
- Bệnh lao
- Tiểu đường
- Suy nhược thần kinh
- Mất ngủ
- Bệnh ở các cơ quan tiêu hoá
- HIV/AIDS
- Viêm gan
- Các nguyên nhân khác

## Biện pháp phòng ngừa và khắc phục

### Suy dinh dưỡng và chế độ ăn uống
Sử dụng tháp dinh dưỡng cân đối để đảm bảo dinh dưỡng cần thiết